# Jelovik (gmina Bajina Bašta)
Jelovik (cyr. Јеловик) – wieś w Serbii, w okręgu zlatiborskim, w gminie Bajina Bašta. W 2011 roku liczyła 157 mieszkańców.